# Euphorbia allocarpa
Euphorbia allocarpa är en törelväxtart som beskrevs av Susan Carter. Euphorbia allocarpa ingår i släktet törlar, och familjen törelväxter. Inga underarter finns listade i Catalogue of Life.